# Prionomelia
Prionomelia is een geslacht van vlinders van de familie spanners (Geometridae), uit de onderfamilie Ennominae.

## Soorten
- P. ceraea Rindge, 1958
- P. clandestina Rindge, 1972
- P. cretafunda Dyar, 1912
- P. cryptapheles Dyar, 1913
- P. localis Rindge, 1972
- P. spododea Hulst, 1896
- P. summa Rindge, 1972